# Ben Shelton
Benjamin "Ben" Todd Shelton, född den 9 oktober 2002 i Atlanta, Georgia, är en amerikansk professionell tennisspelare.

## Karriär
Shelton har spelat professionell tennis sedan 2022. Bland hans meriter kan nämnas att han nådde semifinal i US Open år 2023 och i Australian Open år 2025.